# Bigha
Bigha (Nepali: बिघा, bighā) war eine Maßeinheit der Fläche, die vor allem in Nepal und Teilen Indiens bis zur Umstellung auf das metrische System (1962) Anwendung fand. Die Größe eine Bighas schwankte stark und wird mit zwischen 1500 und 6771 Quadratmetern angegeben.

## Gebrauch in Nepal
In Nepal entspricht ein Bigha etwa 2603,7 m². Offiziell ist der Großteil des Landes in Bigha (im Flachland) oder in Ropani (im Bergland) vermessen. Das metrische System findet im Staat so gut wie keine Anwendung.
Ein Bigha entspricht 20 Kattha.
Ein Kattha entspricht 20 Dhur.
Des Weiteren sind:
- ein Bigha = 13 Ropani
- ein Ropani = 16 Ana
- ein Ana = 4 Paisa
- ein Paisa = 4 Dam

## Gebrauch in Indien
In Rajasthan entsprach ein Bigha 2500 m².
In Bengalen entsprach ein Bigha 1333,33 m².
Die Maßkette in der Präsidentschaft Bengalen war
- 1 Bigha = 20 Kattha = 320 Chatank = 6400 Gandeh = 12800 Quadrat-Rathath = 1600 Quadrat-Yards[1]